# Minecraft Earth
『Minecraft Earth』（マインクラフトアース）は、Mojang StudiosとBlackbird Interactiveによって開発され、Xbox Game Studiosから公開された拡張現実（AR）と位置情報を基盤としたサンドボックスゲームである。ビデオゲーム『Minecraft』のスピンオフ作品で、2019年5月に初めて発表された。対応プラットフォームはAndroidとiOSであった。基本プレイ無料で、2019年10月17日に早期アクセス版として初リリースされた。最終アップデートは2021年1月に配信され、同年6月30日にCOVID-19パンデミックの影響で正式にサービスを終了した。

## ゲーム内容
Minecraftと同様に、Minecraft Earthも建築、資源収集、クラフト、探索を中心としたゲームであった。本作は、他のMinecraftバージョンと同じBedrockゲームエンジンを使用していた。「ビルドモード」では、プレイヤーは「ビルドプレート」上で拡張現実（AR）構造物を他のプレイヤーと協力して建築することができ、その後「プレイモード」で実際のサイズでそれらを探索することができた。ビルドモードとプレイモードの両方で、ビルドプレートはAR技術とスマートフォンの内蔵カメラを使って現実世界に重ね合わされて表示された。プレイヤーは、ゲーム内マップ上の「タッパブル」を収集したり、「アドベンチャー」をクリアすることで資源を集めることができた。アドベンチャーは、パズルの解決、特定のタスクの達成、または敵対的な存在が登場する仮想ロケーションでの戦いといった内容だった。Minecraft Earthは木や湖などの実際の物体を考慮するシステムを備えており、ARシミュレーションにおける干渉や問題が少ない設計となっていた。
Minecraft Earthには、元のMinecraftに登場するモブの限定バリエーションとなる多種多様なゲーム内エンティティ「モブ」が含まれていた。ゲーム内には2種類の通貨が存在していた「ルビー」と「マインコイン」である。「ルビー」はゲームプレイを通じて獲得することができ、または実際のお金で購入することも可能だった。そして、ルビーは「ビルドプレート」のようなゲームプレイに影響を与えるアイテムの購入に使用することができた。マインコインは、MinecraftのBedrock Editionに存在する通貨であり、実際の金銭でのみ購入可能で、テクスチャパックやキャラクタースキンなどの装飾的なアイテムの購入に使用される。

## 開発
Minecraft Earthは、マップ情報にオープンストリートマップのデータを使用し、拡張現実機能に、Microsoft Azureを活用して構築されていた。本作は基本プレイ無料形式で提供され、AndroidおよびiOSスマートフォンに対応していた。
Microsoft Build 2015において、マイクロソフトのHoloLensチームがMinecraftの拡張現実バージョンを初めて公開した。2019年5月8日、ドロドロに汚れたブタを示すティザートレーラーがリリースされた。Minecraft Earthは、Minecraftの10周年を記念する2019年5月のイベントで発表された。マイクロソフトは、2019年半ばにリリースされる非公開ベータテストに向けて、プレイヤーがサインアップできるウェブサイトを作成した。また、マイクロソフトは、ゲームを段階的にロールアウトする意図を持っていた。2019年6月のWorldwide Developers Conference（Apple開発者会議）において、マルチプレイヤーのゲームプレイが披露された。

## リリース
最初の非公開ベータ版が、2019年7月16日に、シアトルとロンドンで、iOSプラットフォーム向けにリリースされた。その後、次の2日間で、ストックホルム、東京、メキシコシティにも拡大された 。2019年8月30日に、これらの都市のAndroidユーザーが非公開ベータ版へのアクセスを獲得した。
Minecraft Earthは、2019年10月17日に早期アクセス版が最初に、アイスランドとニュージーランドでリリースされた。その後、数週間にわたって徐々に他の国々に展開され、11月には、アメリカでもサービスが開始された。それにより、2019年12月11日に、グローバルに利用可能となった。中国、キューバ、イラン、ミャンマー、スーダン、イラク、アラブ首長国連邦では利用できなかった。
2021年1月5日、開発者のMojang Studiosは、Minecraft Earthの最終ビルドをリリースすることを発表した。その理由としてCOVID-19パンデミックを挙げている。Mojangは、Minecraft Earthのサポートを2021年6月30日に終了すると追加で述べた。

## 評価
Newshubは、本作を「非常に野心的」と形容した。調査会社のSensor Towerは、リリース初週に140万回ダウンロードされ、そのうち120万回がアメリカからのダウンロードであったと報告した。

### 受賞
本作は、ゲーム・クリティクス・アワードで「最優秀VR/ARゲーム」部門にノミネートされた。そして、ニューヨークゲームアワーズで、コニーアイランド・ドリームランド賞の最優秀AR/VRゲーム部門を受賞した。タイム誌は、Minecraft Earthを2019年の最優秀発明100選の1つとしてリストアップした。

## 発売後の展開
任天堂のクロスオーバー対戦アクションゲーム『大乱闘スマッシュブラザーズ SPECIAL』のDLCとしてMinecraftのキャラクタースキンのスティーブなどが2020年10月14日に追加された際、BGMの一種として、本作の楽曲「Earth」のアレンジ曲も追加された。
以前は、ゲーム内で限定的だったモブの多くは、2022年10月19日の『Minecraft Dungeons』のファウナ・フェアアドベンチャーパスでペットとして登場した。これらには、乳牛、毛深い牛、キノコニワトリ、ベストを着たウサギが含まれる。